# 大倉三郎 (政治家)

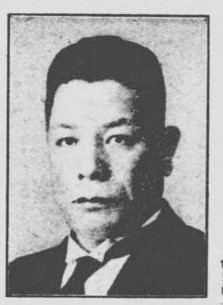
大倉三郎

大倉 三郎（おおくら さぶろう、1897年（明治30年）11月16日 - 1982年（昭和57年）10月29日）は、日本の政治家。衆議院議員（6期）。

## 経歴
大阪府中河内郡布施町（現東大阪市）出身。旧制八尾中学中退。布施町議、大阪府議を経て、布施市議から初代布施市議長となる。1942年の第21回衆議院議員総選挙で大阪5区（当時）から翼賛政治体制協議会の推薦を受けて当選する。1944年から翌年まで布施市長に就いた。
戦後、推薦議員のため、公職追放となる。追放解除後の1952年の第25回衆議院議員総選挙で自由党から立候補して当選。その後、自由民主党国対副委員長、同副幹事長、同大阪府連会長などを歴任した。1967年の第31回衆議院議員総選挙に出馬せず、塩川正十郎に地盤を譲った。翌年勲二等旭日重光章を受章した。1982年10月29日死去、74歳。死没日をもって正四位に叙される。
この他に東神鉱業、東大阪商事の各社長も務めた。